# Strada statale 594 Destra Sesia
La ex strada statale 594 Destra Sesia (SS 594), ora strada provinciale 594 Destra Sesia (SP 594), era una strada statale italiana il cui percorso era per intero sviluppato in Piemonte; attualmente è classificata come strada provinciale in tutta la sua estensione.

## Percorso
Ha inizio a Gattinara, dalla ex strada statale 142 Biellese, e scorre parallelamente sulla riva destra del fiume Sesia, vicino alle risaie del vercellese. Su un percorso tipicamente pianeggiante attraversa i comuni di Lenta, Ghislarengo e Arborio; interseca quindi l'autostrada A4 e tocca successivamente Greggio, Albano Vercellese e Oldenico. Termina quindi a Quinto Vercellese, immettendosi sulla ex strada statale 230 di Massazza.
Fra il 1879 e il 1933 la sede stradale ospitò il binario della tranvia Vercelli-Aranco.

## Storia
Già inserita nel piano generale delle strade aventi i requisiti di statale del 1959, è solo col decreto del Ministro dei lavori pubblici del 16 luglio 1969 che viene elevata a rango di statale con i seguenti capisaldi d'itinerario: "Innesto strada statale n. 142 in Gattinara - Arborio - innesto strada statale n. 230 presso il bivio per Quinto Vercellese".
Col decreto del Ministro dei lavori pubblici n. 8 del 4 aprile 1987 venne invece stabilita l'inversione dei capisaldi.
In seguito al decreto legislativo n. 112 del 1998, dal 2001, la gestione è passata dall'ANAS alla Regione Piemonte che ha provveduto al trasferimento dell'infrastruttura al demanio della Provincia di Vercelli.